# Marisa Siguán
María Luisa Siguán Boehmer, más conocida por Marisa Siguan (Madrid, 1954) es una filóloga, investigadora y catedrática española, especialista en las relaciones literarias hispano-alemanas.

## Biografía
Marisa Siguán es catedrática de Literatura alemana en la Universidad de Barcelona (Departamento de Filología Inglesa y Alemana). Ha sido External Senior Fellow del Freiburg Institute for Advanced Studies (Universidad alemana de Friburgo) y del Internationales Kolleg Morphomata (Universidad de Colonia). Coordina programas de doctorado desde el año 2000 y en 2016 coordinaba el de 'Estudis lingüístics, literaris i culturals' de la Facultad de Filología de la Universidad de Barcelona. Sus ámbitos de investigación y docencia, y por tanto de dirección de trabajos de investigación, son fundamentalmente las relaciones literarias hispano-alemanas en los cambios de siglo XVIII-XIX y la literatura alemana de la modernidad. Actualmente trabaja sobre la relación entre memoria traumática y escritura literaria en los siglos XX y XXI.
Entre sus publicaciones destacan La recepción de Ibsen y Hauptmann en el modernismo catalán (Barcelona, 1990), Transkulturelle Beziehungen (junto con Karl Wagner, Ámsterdam 2004), Goethe: Obra narrativa (Madrid-Córdoba 2006), Historia de la literatura en lengua alemana (junto con Hans Gerd Roetzer, Barcelona, 2012), Schreiben an den Grenzen der Sprache. Studien zu Améry, Kertész, Semprún, Schalamow, Herta Müller, Aub. (Berlín-Nueva York, 2014).
Ha sido invitada a impartir docencia y/o conferencias en las universidades de Santiago de Compostela, Sevilla, País Vasco en su sede en Vitoria, Complutense madrileña, Valencia, Tréveris, Viena, Friburgo, Wurzburgo, Zúrich, Roma III, Queen Mary-University of London y Wisconsin-Madison. Es miembro fundador de la Asociación de Germanistas de Cataluña (1980) y de la Sociedad Goethe en España (2001) —de la cual es presidenta— y de la Academia Alemana de la Lengua y la Poesía.